# 獨立時代
《獨立時代》（英語片名直譯為《儒者的困惑》）是一部於1994年上映的台灣電影，由楊德昌擔任導演兼編劇，並由陳湘琪、倪淑君、王維明、鄧安寧、王柏森、陳以文及李芹主演。本片為楊德昌「新台北三部曲」（本片、《麻將》及《一一》）中的第一部作品。2022年，本片完成4K修復版，入選第79屆威尼斯影展「威尼斯經典」單元、第60屆紐約影展「經典重現」單元、第35屆東京國際影展「World Focus」單元和台北金馬影展「經典重現」單元。

## 劇情簡介
九零年代的台北，一個人際關係充滿緊張、充滿變化、也充滿機會的都市，至少有千百件事物滿街流行，攀附任何一種流行，都能讓人找到生存的價值感。
琪琪，一個人見人愛的女孩，有著奧黛麗·赫本一般清純的氣質。但她的討人喜歡，也帶來不少困擾。因為這種天真、可愛、溫柔、優雅，在許多人眼中，是刻意裝出來的。在別人誤會的眼光中，她也迷失了。
小明，一個安份守己的新進公務員。他不由自主地捲進一樁工程弊案，並且因為自己的無知和善良，反而成了陷害好友的幫兇。
Molly，企業界大財團的小女兒，主掌一家廣告文化公司。由於她的任性，把公司經營得條理不清。她姐姐是電視收視率最高的婚姻節目主持人，卻面臨無可挽回的婚姻危機。Molly不知該不該從即將套入的婚姻枷鎖中逃出，甚至，從這個她並不真正認同的行業中逃脫出來？
琪琪、小明、Molly，曾經是要好的同學，現在卻處在各自的臨界點上，誰也幫不上誰的忙。在他們周遭，還有一個受人追捧而滿口大話自以為是的舞台劇導演、一個精明幹練卻為情所困的財經專家、一個力爭上游不擇手段的女演員、一個寫小說寫到想自殺的作家。幾天內，這一群人交叉追逐自己的理想和慾望，在離奇的遭遇、荒謬的處境中愛恨逆轉、福禍相生。有人上了天堂，有人下了地獄，有人驚喜地發現自己可以做一個平凡而獨立的女人。。

## 人物角色
| 角色名稱     | 演員   | 備註                                                            |
| ------------ | ------ | --------------------------------------------------------------- |
| 琪琪         | 陳湘琪 | 小明的女朋友，Molly的好友兼助理，與Molly、小明及Birdy為舊時同學 |
| Molly        | 倪淑君 | 阿欽的未婚妻，廣告文化公司老闆，與琪琪、小明及Birdy為舊時同學   |
| 小明         | 王維明 | 琪琪的男朋友，公務員，與琪琪、Molly及Birdy為舊時同學            |
| 阿欽         | 王柏森 | Molly的未婚夫，企業老闆                                         |
| Larry        | 鄧安寧 | 小鳳的同居男友，阿欽的財經顧問、智囊，對Molly有好感             |
| 小鳳         | 李芹   | Larry的同居女友，Molly公司的新員工（經Larry介紹）               |
| 立人         | 陳以文 | 小明的同事兼好友，在公家機關上班，個性我行我素，不願同流合污    |
| Birdy／小Bir | 王也民 | 熱門舞台劇導演，與琪琪、Molly及小明為舊時同學                   |
|              | 閻鴻亞 | Molly的姊夫，曾寫出數本暢銷言情小說的作家                       |
|              | 陳立美 | Molly的姐姐，知名婚姻節目主持人                                 |
|              | 徐明   | 小明的父親                                                      |
|              | 金燕玲 | 小明的二姨媽                                                    |
|              | 金士傑 | 小明的公司主任                                                  |
|              | 徐珪瑩 | Birdy的排演助理                                                 |
|              | 李龍禹 | 計程車司機（操著一口山東口音，藉作家之口道出他是孔子再世）      |
|              | 謝念祖 | 資深創意                                                        |
|              | 陳希聖 | 包商                                                            |
|              | 葉立孝 | 琪琪的弟弟                                                      |
|              | 游美雲 | 小明的母親                                                      |
|              | 孫鵬萬 | 琪琪的父親                                                      |
|              | 游啟東 | 小明的舅舅                                                      |

按電影片尾演出表排序。

## 獎項
| 主辦單位       | 獎項           | 受獎者                       | 階段／結果 |
| -------------- | -------------- | ---------------------------- | ---------- |
| 第47屆坎城影展 | 金棕櫚獎       |                              | 提名       |
| 第31屆金馬獎   | 最佳劇情片     |                              | 提名       |
| 第31屆金馬獎   | 最佳導演       | 楊德昌                       | 提名       |
| 第31屆金馬獎   | 最佳女主角     | 倪淑君                       | 提名       |
| 第31屆金馬獎   | 最佳男配角     | 王柏森                       | 獲獎       |
| 第31屆金馬獎   | 最佳女配角     | 金燕玲                       | 獲獎       |
| 第31屆金馬獎   | 最佳原著劇本   | 杨德昌                       | 獲獎       |
| 第31屆金馬獎   | 最佳攝影       | 黃岳泰、張展、李龍禹、洪武秀 | 提名       |
| 第31屆金馬獎   | 最佳美術設計   | 楊德昌、關傳雍、姚瑞中       | 提名       |
| 第31屆金馬獎   | 最佳造型設計   | 楊德昌、蔡琴                 | 提名       |
| 第31屆金馬獎   | 最佳剪輯       | 陳博文                       | 提名       |
| 第31屆金馬獎   | 最佳錄音       | 杜篤之                       | 提名       |
| 第31屆金馬獎   | 最佳原電影音樂 | 李達濤                       | 提名       |

## 備註
1. ↑  出自焦雄屏著，《台灣電影90新新浪潮》，頁74，麥田出版社，2003年

## 外部連結
- 開眼電影網上《獨立時代》的資料（繁體中文）
- 香港影庫上《獨立時代》的資料（繁體中文）
- 时光网上《獨立時代》的資料（简体中文）
- 豆瓣电影上《獨立時代》的資料 （简体中文）
- 爛番茄上《獨立時代》的資料（英文）
- AllMovie上《獨立時代》的资料（英文）
- 互联网电影数据库（IMDb）上《獨立時代》的资料（英文）